# Genèses (recueil de nouvelles)
Pour les articles homonymes, voir Genèses.
Genèses est une anthologie de dix nouvelles francophones de science-fiction, publié en 1996. La préface est écrite par Ayerdhal qui y discute des spécificités culturelles de la science-fiction et selon lequel « l'objet de cette anthologie cent pour cent francophone est de vous présenter cette science-fiction heimatlos (multiculturelle), qui s'écrit en français sur trois continents ».

## Genèse
- Auteur : Francis Carsac
- Résumé :

## Le début du cercle
- Auteur : Élisabeth Vonarburg
- Résumé :

## Labyrinthe de la nuit
- Auteur : Jean-Marc Ligny
- Résumé :

## Le jugement des oiseaux
- Auteur : Jean-Claude Dunyach
- Résumé :

## Une paix éternelle
- Auteur : Pierre Bordage
- Résumé :

## Nulle part à Liverion
- Auteur : Serge Lehman
- Résumé :

## Chaque jour est un nouveau combat
- Auteur : Bernard Werber
- Résumé :

## Lamente-toi, sagesse!
- Auteur : Jean-Louis Trudel
- Résumé :

## Les heureux damnés
- Auteur : Richard Canal
- Résumé :

## Reprendre, c'est voler
- Auteur : Ayerdhal
- Résumé :